# 拓跋禮
拓跋禮（?—?），追尊魏平文帝拓跋郁律玄孙，平陽王拓跋樂真之子，北魏宗室、官员。

## 生平
拓跋禮在父親拓跋樂真薨逝後，襲封本家的高涼王爵位。始光四年（427年）二月，太武帝拓跋燾西征夏主赫連昌後退還平城，聽聞夏主赫連昌命令其弟平原公赫連定率兵二萬往攻長安，拓跋燾遂下令大造攻城器具，再次密謀攻打夏國。三月丙子（427年4月14日），魏太武帝派遣高涼王拓跋禮鎮守長安。
神䴥元年（428年）二月，臨淮公丘堆及宜城王奚斤合軍與赫連昌亙相抵敵攻擊。當時軍中缺糧，丘堆與義兵將軍封禮到民間催徵租稅，士兵掠奪，遭到赫連昌襲擊，大敗。丘堆帶著幾百名騎兵回城。奚斤追擊赫連定，留下丘堆守衛輜重。奚斤為赫連定所擒，丘堆聞而棄甲走長安，復與高涼王拓跋禮將兵棄守長安向東逃走至蒲坂。
其後拓跋禮逝世，諡號懿王。由其子拓跋那襲封本爵為高涼王。